# Wowcze (obwód doniecki)
Wowcze (ukr. Вовче) – wieś na Ukrainie, w obwodzie donieckim, w rejonie pokrowskim, w hromadzie Hrodiwka. W 2001 liczyła 103 mieszkańców.